# Кошаркашка табла
Кошаркашка табла је специјално прављена табла која се користи у кошарци. Она је вертикална плоча на којој се качи обруч са мрежицом. 

## Историја
Кошаркашка табла је уведена како лопта приликом одбијања од обруча не би превише далеко одлетела. Међутим она је постала веома важан део игре јер се често и користи приликом полагања лопте у кош, па чак и шута. Табла је у почетку била прављена од дрвета односно шперплоче, а данас се као таква може наћи само на мањим игралиштима. На професионалним теренима и салама готово искључиво се праве од плексигласа. Употреба плексигласа је била неопходна како би и гледаоци са задње стране могли да посматрају утакмицу чак и у делу кроз таблу. Међутим, у задњим деценијама 20. века почело је закуцавање лопте у обруч, при чему би играчи повлачили обруч. Уколико би то извео неко од јачих играча дошло би до пуцања кошаркашке табле. Познате су ломљавине које је извео Шекил О'Нил, док код нас Зоран Стевановић. Због тога су табле додатно ојачане и између њих и обруча се често умеће неки мекши материјал као што је гума, и стављају опруге.

## Димензије
Спољне димензије кошаркашке табле су 180х105cm. На средини табле је исцртан правоугаоник димензија 59x45cm, и он се налази тик изнад обруча који је накачен на доњу ивицу тог правоугаоника. Пречник обруча је 45cm.

## Наводи
1. ↑  „NBA.com - Rule No. 1-Court Dimensions-Equipment[[Категорија:Ботовски наслови]]”. Архивирано из оригинала 05. 10. 2013. г. Приступљено 03. 09. 2013. Сукоб URL—викивеза (помоћ)
2. ↑  „Dimenzije košarkaške table”. Архивирано из оригинала 10. 08. 2013. г. Приступљено 03. 09. 2013. Текст „ YouBasketball.net ” игнорисан (помоћ)